# .nf
.nf為澳大利亚海外領地诺福克岛國家及地區頂級域（ccTLD）的域名。該域名於1996年3月18日啟用。該域名的價格高于其他域名，这阻碍了域名的使用。虽然二级域名注册費用昂贵，但它们仍然比三级域名更常见，并且大多数使用該域名的網站都与诺福克岛有關。

## 外部連結
- IANA .nf whois information（页面存档备份，存于）
- .nf domain registration website